# Liste des photographies les plus chères
Cette liste rassemble les photographies les plus chères du monde début 2018. Les prix sont donnés en dollars américains

## Photographies
1. Phantom de Peter Lik, 6 500 000 $ vendu le 9 décembre 2014 au Christie's[1]
2. Rhein II (1999) de Andreas Gursky
  - 4 338 500 $ vendu le 8 novembre 2011 au Christie's, à New York[2]

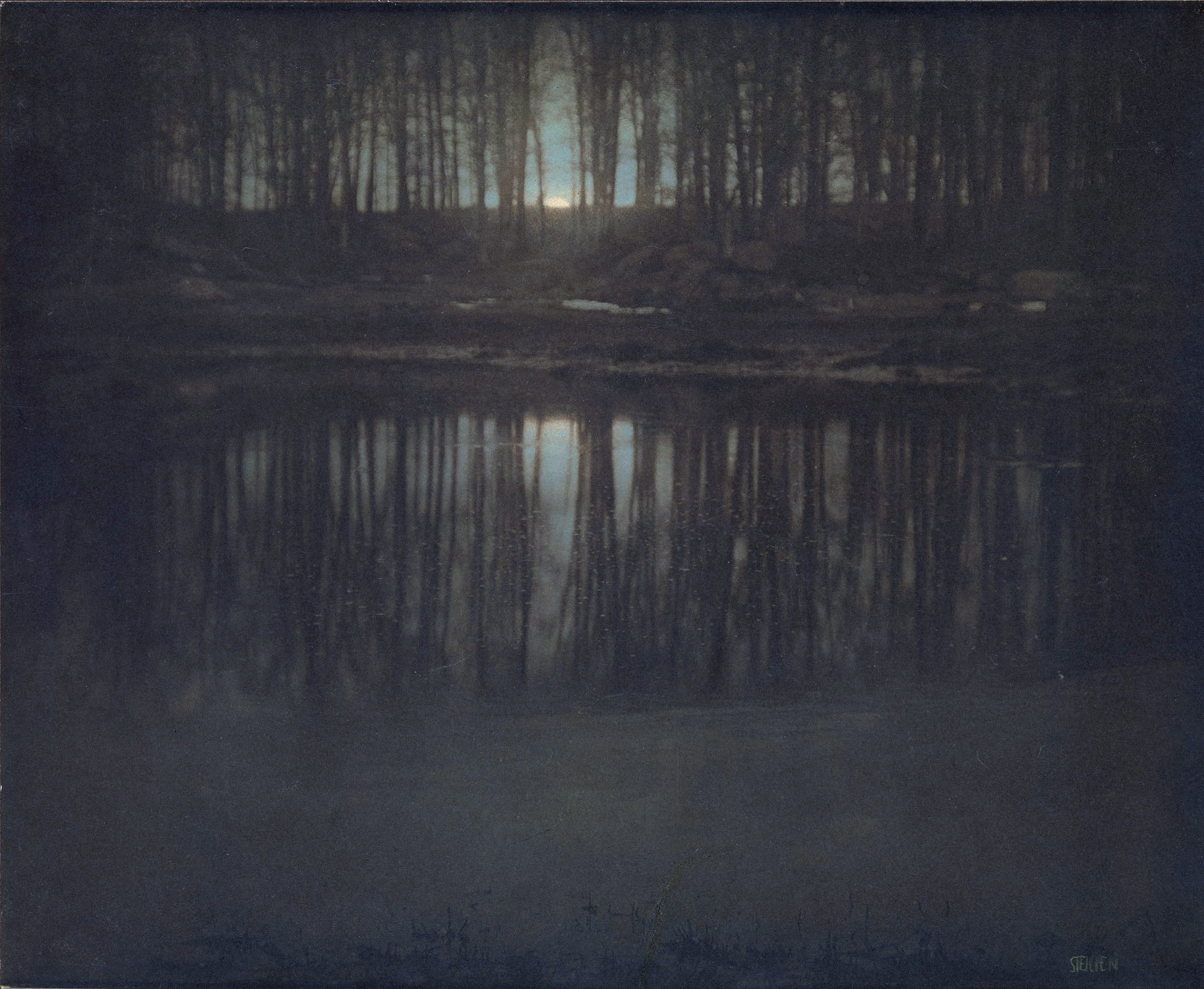
The Pond-Moonlight par Edward Steichen

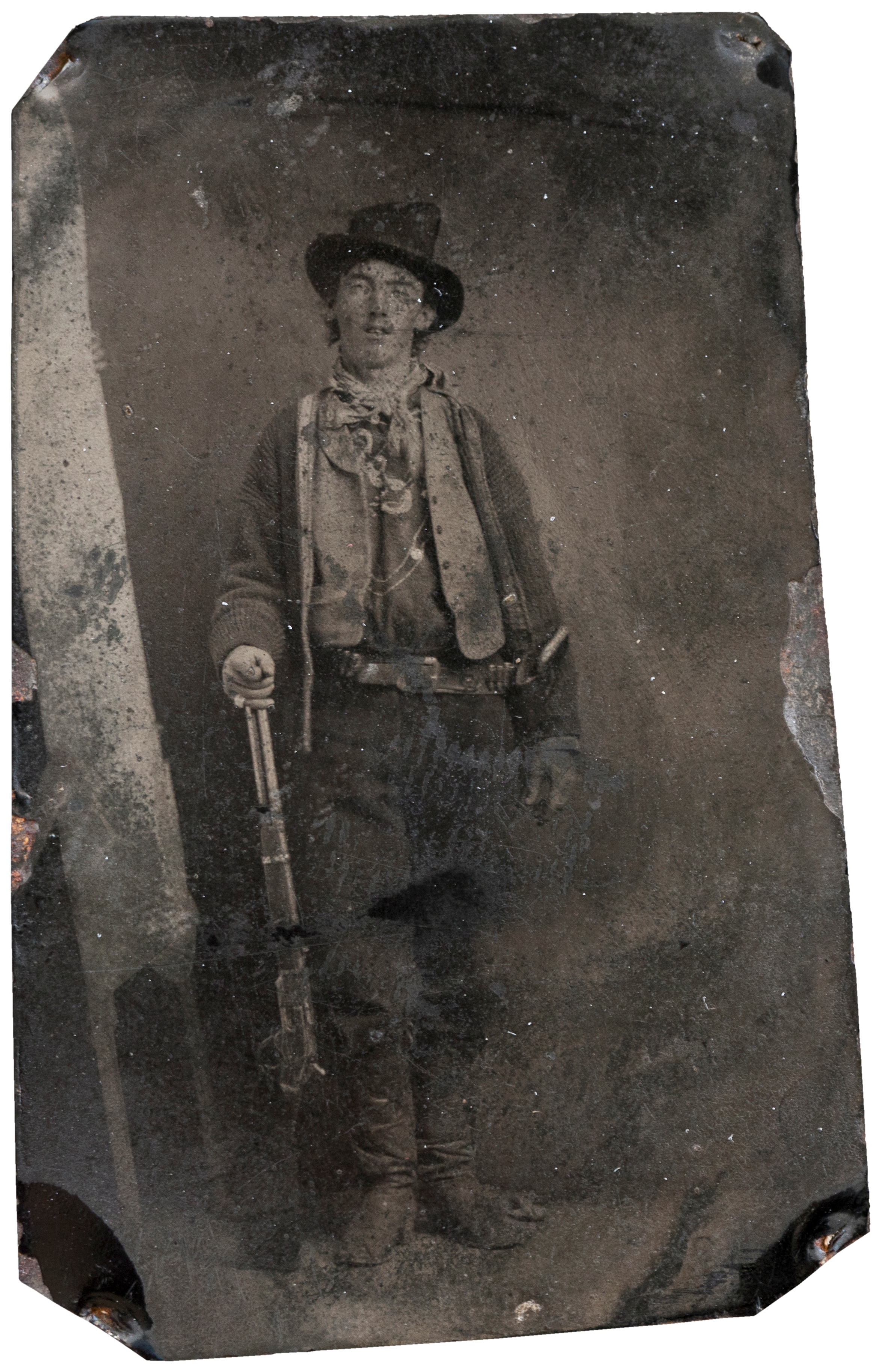
Billy the Kid

3. Untitled # 96 (1981) de Cindy Sherman
  - 3.890.500$ vendu en mai 2011 au Christie's, à New York[3]
4. Dead Troops Talk [4] (1992) de Jeff Wall
  - 3.666.500$ vendu le 8 mai 2012 au Christie's à New York[5]
5. 99 Cent II Diptyque (2001) de Andreas Gursky
  - 3.346.456$ vendu en février 2007 aux enchères au Sotheby's de Londres[6]
6. The Pond-Moonlight (1904) de Edward Steichen
  - 2.928.000$ vendu en février 2006 au Sotheby's, à New York, aux enchères[7]
7. Untitled # 153 (1985) de Cindy Sherman
  - 2.700.000$ en novembre 2010 au Phillips de Pury & Co[3]
8. Billy the Kid (1879-1880) Ferrotype portrait pris par un artiste inconnu
  - 2.300.000$ vendu en juin 2011 au Brian Lebel Afficher Old West et vente aux enchères[8]
9. Tobolsk Kremlin (2009) de Dmitry Medvedev
  - 1.750.000$ vendu en janvier 2010 à Noel Yamarka, Saint-Pétersbourg[9],[10],[11]
10. Nude (1925) de Edward Weston
  - 1 609 000 $ vendu en avril 2008 au Sotheby's, à New York, aux enchères[12]
11. Georgia O'Keeffe (Mains) (1919) de Alfred Stieglitz
  - 1.470.000$ vendu en février 2006 au Sotheby's, à New York, aux enchères[7]
12. Georgia O'Keeffe (Nue) (1919) de Alfred Stieglitz
  - 1.470.000$ vendu en novembre 2005 au Sotheby's, à New York, aux enchères[7]
13. Untitled (Cowboy) (1989)[13] de Richard Prince
  - 1.248.000$ vendu en novembre 2005 au Christie's, aux enchères, à New York[14]
14. Dovima with elephants (1955) de Richard Avedon
  - 1 151 976 $ en novembre 2010 au Christie's, aux enchères, à Paris[15]
15. Potato #345 (2015) de Kevin Abosch
  - 1.083.450$ vendu en 2016[16]
16. Nautilus (1927) de Edward Weston
  - 1.082.500$ vendu en avril 2010 au Christie's, aux enchères, à New York[17]
17. One (2010) de Peter Lik
  - 1 000 000 $ vendu en décembre 2010 par un propriétaire anonyme[18],[19],[20]
18. Démêler (1994) de Jeff Wall
  - 1.000.000$ vendu en 2006
19. Joueur d'orgue (1898-1899) d'Eugène Atget
  - 686.500$ vendu en avril 2010 au Christie's, aux enchères, à New York[21]
20. Andy Warhol (1987) de Robert Mapplethorpe
  - 643.200$ le 17 octobre 2006 au Christie's aux enchères à New York
21. Moonrise, Hernandez, Nouveau Mexique (1941) de Ansel Adams
  - 609.600$ en octobre 2006 au Sotheby's, à New York, aux enchères[22]

## Photographes vivants
1. Phantom de Peter Lik, 
  - 6 500 000 $ vendu le 9 décembre 2014 au Christie's[1]
2. Rhein II (1999) de Andreas Gursky
  - 4 338 500 $ vendu le 8 novembre 2011 au Christie's, à New York[2]
3. Untitled # 96 (1981) de Cindy Sherman
  - 3.890.500$ vendu en mai 2011 au Christie's, à New York[3]
4. Dead Troops Talk [4] (1992) de Jeff Wall
  - 3.666.500$ vendu le 8 mai 2012 au Christie's à New York[5]
5. 99 Cent II Diptyque (2001) de Andreas Gursky
  - 3.346.456$ vendu en février 2007 aux enchères au Sotheby's de Londres[6]
6. Untitled # 153 (1985) de Cindy Sherman
  - 2.700.000$ en novembre 2010 au Phillips de Pury & Co[3]
7. Tobolsk Kremlin (2009) de Dmitry Medvedev
  - 1.750.000$ vendu en janvier 2010 à Noel Yamarka, Saint-Pétersbourg[9],[10],[11]
8. Untitled (Cowboy) (1989)[13] de Richard Prince
  - 1.248.000$ vendu en novembre 2005 au Christie's, aux enchères, à New York[14]
9. Potato #345 (2015) de Kevin Abosch
  - 1.083.450$ vendu en 2016[16]
10. One (2010) de Peter Lik
  - 1 000 000 $ vendu en décembre 2010 par un propriétaire anonyme[18],[19],[20]
11. Démêler (1994) de Jeff Wall
  - 1.000.000$ vendu en 2006